# 신호중학교
신호중학교(新湖中學校)는 대한민국 부산광역시 강서구 신호동에 있는 공립 중학교이다.

## 학교 연혁
- 2012년 4월 13일 : 신호중학교 설립 계획 수립 (24학급)
- 2012년 12월 6일 : 신호중학교 설립 변경 계획 수립 (30학급)
- 2015년 3월 1일 : 신호중학교 개교
- 2015년 3월 1일 : 초대 박해진 교장 취임
- 2015년 3월 2일 : 제1회 입학식(3학급 49명) 전체 7학급
- 2015년 3월 2일 : 선진형 교과교실제 운영
- 2015년 3월 2일 : 자유학기제 희망학교 운영
- 2016년 2월 15일 : 제1회 졸업식(2학급 50명)
- 2016년 3월 2일 : 학교진로교육 협력학교 운영
- 2024년 3월 1일 : 제4대 강은숙 교장 취임
- 2025년 2월 7일 : 제10회 졸업식 (7학급 179명, 총 1,212명)
- 2025년 3월 4일 : 제11회 입학식 (8학급 199명)

## 참고 자료
- 신호중학교 - 한국교육학술정보원 학교알리미